# Promecidus flavipennis
Promecidus flavipennis är en skalbaggsart som beskrevs av Aurivillius 1915. Promecidus flavipennis ingår i släktet Promecidus och familjen långhorningar. Inga underarter finns listade i Catalogue of Life.